# Dargomyśl (powiat łobeski)
Dargomyśl (niem.  Hoffelde ) – osada w Polsce, położona w województwie zachodniopomorskim, w powiecie łobeskim, w gminie Radowo Małe. 
| SIMC    | Nazwa    | Rodzaj     |
| ------- | -------- | ---------- |
| 0782095 | Krzekowo | przysiółek |

W latach 1818–1945 osada administracyjnie należała do Landkreis Regenwalde (Powiat Resko) z siedzibą do roku 1860 w Resku, a następnie w Łobzie.
W latach 1975–1998 osada należała administracyjnie do województwa szczecińskiego.

## Zabytki
- park pałacowy, pałac[6]
w roku 2022 pałac, w którym znajdują się mieszkania komunalne, przeszedł remont kapitalny sfinansowany z Rządowego Funduszy Inwestycji Lokalnych[7]. Pałac zyskał nowy dach wraz z ociepleniem, wyremontowano fundamenty i elewację, wymienione zostały wszystkie okna. Modernizacja kosztowała 1,3 mln złotych[7]

## Urodzeni w Dargomyślu
- Gerd von Lettow-Vorbeck (ur. 15 kwietnia 1902, zm. 19 kwietnia 1974 w Ahrensburgu – niemiecki myśliwy i publicysta
- Joachim Balthasar von Dewitz (ur. 25 lutego 1636, zm. 9 kwietnia 1699 w Kołobrzegu) – generał brandenbursko-pruski, komendant twierdzy Kołobrzeg.
- Carl Joseph von Dewitz (ur. 15 stycznia 1718, zm. 17 stycznia 1753 w Wiedniu) – pruski prawniki i dyplomata.